# Carsten Spohr

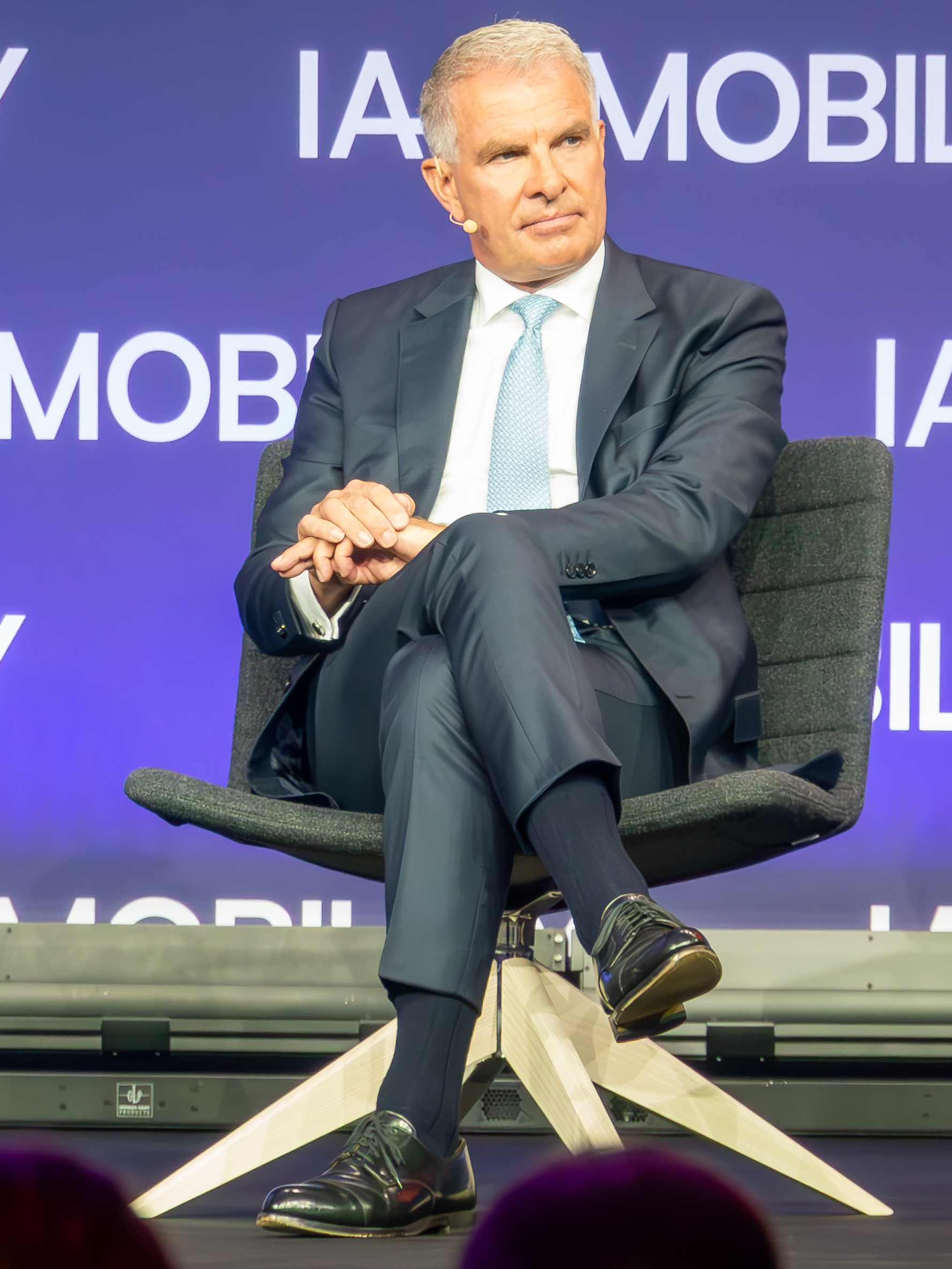
Carsten Spohr auf dem IAA Summit 2023

Carsten Wilfried Spohr (* 16. Dezember 1966 in Wanne-Eickel) ist Vorstandsvorsitzender der Deutschen Lufthansa.

## Leben
Nach seinem Studium zum Diplom-Wirtschaftsingenieur an der damaligen Universität Karlsruhe erwarb Carsten Spohr die Verkehrspiloten-Lizenz an der Verkehrsflieger-Schule der Lufthansa in Bremen und im Airline Training Center Arizona. Im Anschluss absolvierte er 1994 als Mitglied der zentralen Nachwuchsgruppe das Trainee-Programm der Deutschen Aerospace AG in München.
Im Oktober 1994 kehrte Carsten Spohr zur Lufthansa zurück und übernahm zunächst die Leitung des zentralen Personalmarketings. Von 1995 bis 1998 war er als Referent des Vorstandsvorsitzenden Jürgen Weber tätig, bis er im August 1998 als Leiter des Regional-Partner-Managements die Verantwortung für die regionalen Partnerschaften der Lufthansa in Europa übernahm. Im Februar 2000 wurde Carsten Spohr die Leitung des Allianz-Managements der Deutschen Lufthansa übertragen. In dieser Funktion war er für das Management und die Koordination der weltweiten Kooperationspartner der Lufthansa einschließlich der Star Alliance und der regionalen Partner verantwortlich. Darüber hinaus übernahm er im Juli 2003 die Verantwortung für die Passage-Strategie und die Passage-Beteiligungen der Deutschen Lufthansa.
Im Oktober 2004 wurde Spohr in den Bereichsvorstand der Lufthansa-Passage-Airlines berufen. Sein Verantwortungsbereich umfasste das Kabinenpersonal, die Hub-Managements und das Personal-Management der Lufthansa-Passage-Airlines.

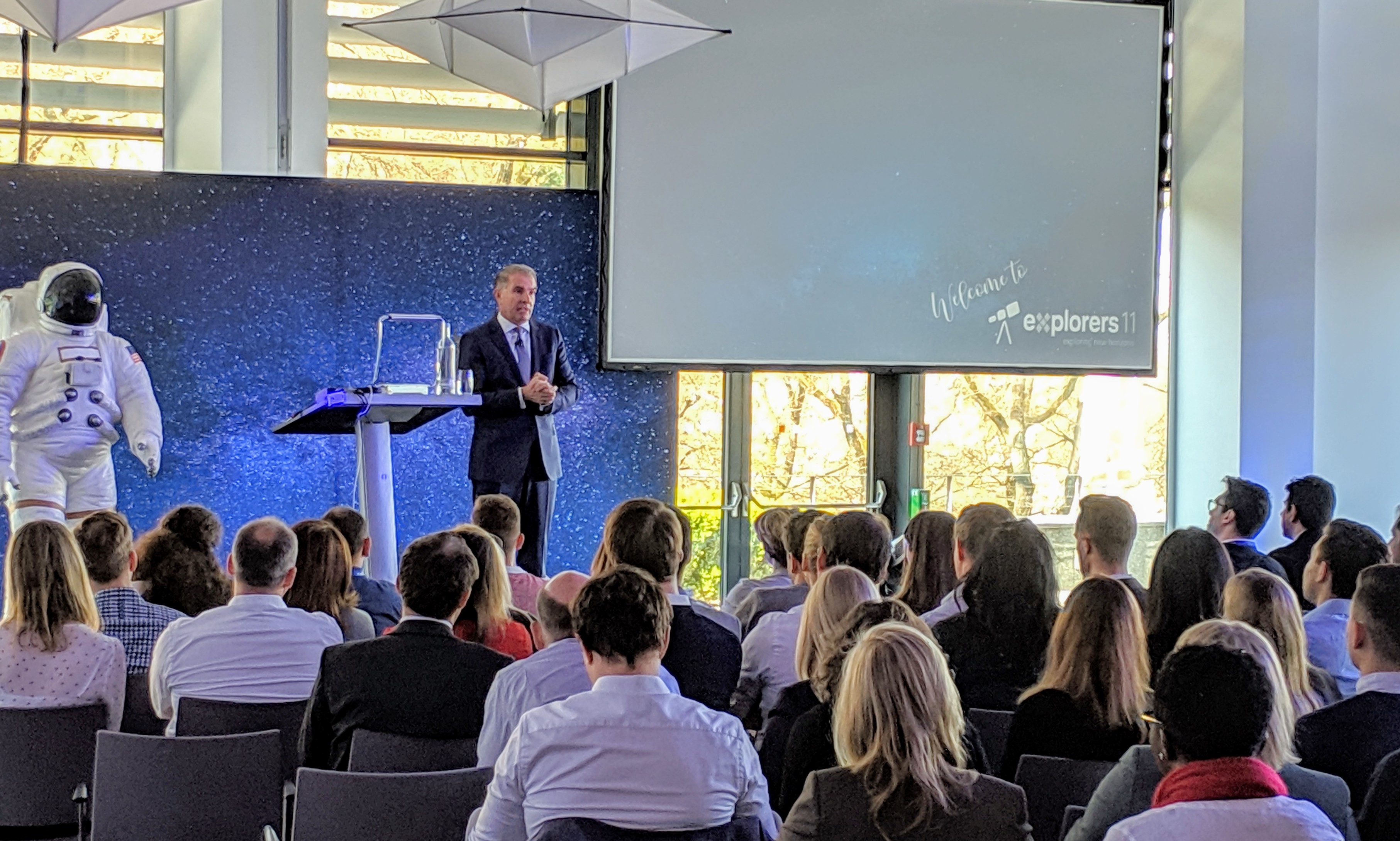
Carsten Spohr spricht im April 2019 vor Mitarbeitern der Lufthansa Group in Seeheim

Der Aufsichtsrat der Lufthansa Cargo AG ernannte Carsten Spohr mit Wirkung vom 15. Januar 2007 zum Vorsitzenden des Vorstands der Lufthansa Cargo AG. Zum 1. Januar 2011 wechselte er in den Vorstand der Lufthansa, wo er die Leitung des Ressorts Passage sowie den Vorsitz des Passagevorstands übernahm. Zum 1. Mai 2014 übernahm er von Christoph Franz den Vorstandsvorsitz der Deutschen Lufthansa AG. Sein Vorstandsmandat bei Lufthansa wurde am 14. März 2018 um weitere fünf Jahre bis Dezember 2023 verlängert. Anfang 2023 wurde sein Vertrag vorzeitig um eine dritte Amtszeit bis Ende 2028 verlängert. Spohr ist darüber hinaus Mitglied in verschiedenen Aufsichts- und Beiräten. Nachdem Air Berlin im August 2017 Insolvenz anmeldete, war Spohr als Vorstandsvorsitzender der konkurrierenden Lufthansa maßgeblich an den Verhandlungen zur Übernahme von Teilen der Fluggesellschaft beteiligt.
Carsten Spohr ist bis heute Inhaber der Verkehrspiloten-Lizenz mit Berechtigung für die Flugzeugmuster der Airbus-A320-Familie. Er ist verheiratet und Vater von zwei Töchtern.
Spohr ist zudem als Senator bei acatech – Deutsche Akademie der Technikwissenschaften tätig.

## Kontroverse

### Absturz des Germanwings-Flugs 9525
Spohr wurde von deutschen Medien für das Krisenmanagement nach dem Absturz von Germanwings-Flug 9525 am 24. März 2015 gelobt. Von Angehörigen der Opfer wurde Spohr vier Monate nach dem Absturz jedoch kritisiert, da „bei Kontrollen der Aktenvermerk über die Vorerkrankung des Copiloten nicht beachtet worden sei, sich die Lufthansa nach dem Unglück gegen ein Vier-Augen-Prinzip im Cockpit entschieden habe und keine Entschuldigung seitens Spohr erfolgt sei.“ Laut Lufthansa habe Spohr jedoch „vom ersten Tag an zu seiner Verantwortung für das Unglück gestanden – und sich für das Leid, das die Katastrophe über die Familien gebracht hat, entschuldigt.“ Außerdem hatten die Fluggesellschaften der Lufthansa-Gruppe kurz nach dem Unglück die Zwei-Personen-Regel in Cockpits eingeführt.

## Gehalt
Im Jahr 2019 bis 2021 erhielt Spohr eine jährliche Vergütung von 1,6 Millionen Euro. 2019 erhielt er eine zusätzliche variable Vergütung von 3,3 Millionen Euro. In den COVID-19-Pandemie-Jahren 2020 und 2021 erwirtschaftete die Lufthansa einen bereinigten operativen Verlust von 7,8 Milliarden Euro und wurde deshalb staatlich mit 9 Milliarden Euro gestützt. Es wurden 30.000 Mitarbeiter entlassen. Bonuszahlungen waren während dieser Zeit nicht erlaubt. Im Dezember 2022 hat der Aufsichtsrat beschlossen, die Boni von 2021 im Jahr 2025 auszuzahlen. Dies wurde öffentlich kritisiert.

## Auszeichnungen
- Manager des Jahres 2017
- Sankt Georgs Orden 2018